# شاهد على جهنم (كتاب)

شاهد على جهنم كتاب من تأليف الكاتب الفلسطيني سعد محمود أبو بكر الكتاب عبارة عن وثيقة مهمة في توثيق أحداث مهمة جدا للغاية في وقت الاجتياحات من قبل الاحتلال الإسرائيلي على الضفة الغربية في فلسطين والتي بدأت يوم الجمعة بتاريخ 28 يوليو 2000 وبعد مرور عام على انتفاضة الأقصى التي اندلعت رفضا للاحتلال وأطروحات الاحتلال السياسية التي لا تعطى أدنى الحقوق المشروعة والشرعية للشعب الفلسطيني، وثق الكاتب سعد أبو بكر كل الأحداث التي حصلت بالدقة وبالوقت وإضافة إلى ذلك ربط ما يجرى بالعالم مع ما يدور في فلسطين، ويعد هذا الكتاب من أهم الكتب الوثائقية والذي سجل به إحصائيات دقيقة وقد صدر عام 2004 ويتألف الكتاب من 160 صفحة.